# Метод циклічного заводнення
Метод циклічного заводнення (рос. метод циклического заводнения; англ. cyclic flooding method; нім. Methode f der zyklischen Bewässerung) — гідродинамічний метод підвищення нафтовилучення із пласта.

## Загальни опис
Технологічна суть методу полягає в періодичній зміні витрати (тисків) нагнітальної води за безперервного або періодичного видобування рідини з покладу і зсуву фаз коливань тиску по окремих групах свердловин. Це означає, що в загальному випадку кожна з нагнітальних і видобувних свердловин працює в режимі періодичної (циклічної) зміни вибійного тиску (нагнітання, відбирання); внаслідок такого нестаціонарного діяння на пласт у ньому проходять хвилі підвищення і зниження тиску. Метод ефективний у шарово-неоднорідних і тріщинувато-пористих пластах (гідродинамічне стискання нафти в малопроникних об'ємах і входження туди води, а відтак капілярне втримування води і вихід нафти з них) і в разі застосування на початковій стадії розробки та можливості створити високу амплітуду коливань тиску (витрати) і здійснити компенсацію відбирання рідини нагнітанням води.
У неоднорідних пластах вода, що нагнітається, проривається до видобувних свердловин через високопроникні шари, пропластки, зони, ділянки, залишаючи невитісненою нафту в слабкопроникних прошарках, ділянках, зонах. Таке явище може мати місце і в однорідних пластах при підвищеній в'язкості нафти, завдяки нестійкості фронту витіснення. Це призводить до утворення за фронтом заводнення ділянок безсистемного чергування заводнених високопроникних і менш проникних нафтонасичених прошарків.
Додаткове охоплення заводненням не залучених до розробки нафтонасичених шарів, пропластків, зон, ділянок може сприяти збільшенню нафтовилучення з пластів під час звичайного заводнення. Одним з ефективних шляхів досягнення цієї мети може бути запропоновані в 1950-х роках циклічне або, як його іще називають, імпульсне нестаціонарне заводнення неоднорідних продуктивних пластів і, як супутній йому, спосіб зміни напрямків фільтраційних потоків рідини.
Метод циклічного заводнення заснований на періодичній зміні режиму роботи покладу шляхом припинення і відновлення закачування води і відбору, за рахунок чого більш повно використовуються капілярні і гідродинамічні сили.
В пластах, які мають неоднорідність за розмірами пор, проникності шарів, пропластків, зон, ділянок та нерівномірну їх нафтонасиченість (заводненість), викликану цими видами неоднорідності, а також відбором нафти та нагнітанням води через дискретні точки — свердловини, штучно створюється нестаціонарний тиск. Це досягається зміною об'ємів нагнітання води у свердловини або відбору рідини із свердловин у певному порядку шляхом їх періодичного підвищення чи зниження.
такого нестаціонарного, змінюваного в часі впливу на пласти в них періодично проходять хвилі підвищення і зниження тиску. Шари, зони та ділянки малої проникності, насичені нафтою, розташовуються в пластах безсистемно, мають низьку п'єзопровідність, а швидкості поширення в них тиску значно нижчі, ніж у високопроникних насичених шарах, зонах, ділянках. Тому між нафтонасиченими та заводненими зонами виникають різні за знаком перепади тиску. При підвищенні тиску в пласті, тобто зі збільшенням об'єму нагнітання води або зниженням відбору рідини, виникають позитивні перепади тиску: у заводнених зонах тиск вищий, а в нафтонасичених — нижчий.
При зниженні тиску в пласті, тобто при зменшенні об'єму води, що нагнітається, або підвищенні відбору рідини, виникають негативні перепади тиску: в нафтонасичених зонах тиск вищий, а в заводнених  нижчий. Під дією знакозмінних перепадів тиску відбувається перерозподіл рідин у нерівномірно насиченому пласті. Це сприяє проникненню води в зони пласта, раніше не охоплені впливом.
Циклічне заводнення ефективне на родовищах, де застосовується звичайне заводнення, особливо в гідрофільних колекторах, які капілярно краще утримують воду, що проникла в них. В неоднорідних пластах ефективність циклічного заводнення вища, ніж звичайного заводнення.